# Liste der Naturdenkmale in Gilserberg
Die Liste der Naturdenkmale in Gilserberg nennt die im Gebiet der Gemeinde Gilserberg im Schwalm-Eder-Kreis in Hessen gelegenen Naturdenkmale.
| Bild                          | Bezeichnung                      | Ortsteil, Lage                                           | Beschreibung                                                          | Art              | Nr.     |
| ----------------------------- | -------------------------------- | -------------------------------------------------------- | --------------------------------------------------------------------- | ---------------- | ------- |
| BW                            | 1 Linde                          | Heimbach 50° 55′ 47,4″ N, 9° 0′ 18,7″ O                  | Vor der Schule                                                        | Linde            | 634.600 |
| BW                            | 1 Linde                          | Heimbach, Hopfenbergweg 6 50° 55′ 55,8″ N, 9° 0′ 28,9″ O |                                                                       | Linde            | 634.601 |
| BW                            | 1 Linde                          | Itzenhain 50° 55′ 36″ N, 9° 3′ 50,7″ O                   | Am Backhaus                                                           | Linde            | 634.602 |
| BW                            | 2 Linden                         | Itzenhain 50° 55′ 19,5″ N, 9° 3′ 43,5″ O                 | Hof Gipper                                                            | Linde            | 634.604 |
| mehr Fotos \| Fotos hochladen | 1 Linde, Dorflinde               | Lischeid 50° 55′ 12,8″ N, 9° 1′ 17″ O                    |                                                                       | Linde            | 634.605 |
| BW                            | 1 Hainbuche, 2 Eichen            | Moischeid 50° 58′ 9,5″ N, 9° 1′ 41,2″ O                  | an der Straße Moischeid - Gemünden, 1,8 km nordwestlich von Moischeid |                  | 634.607 |
| BW                            | Klippen                          | Schönstein 50° 59′ 24,2″ N, 9° 2′ 12″ O                  | Klippen auf der Spitze des Jeust                                      | Flächenhaftes ND | 634.610 |
| mehr Fotos \| Fotos hochladen | 1 Linde, Dorflinde               | Sebbeterode 50° 57′ 39,9″ N, 9° 6′ 7,1″ O                |                                                                       | Linde            | 634.613 |
| BW                            | Wiesenmoor (Nuhne)               | Sebbeterode 50° 57′ 31,9″ N, 9° 4′ 36,4″ O               | nordöstlich von Gilserberg (Fläche: 4,3751 ha)                        | Flächenhaftes ND | 634.617 |
| BW                            | Grauwackebruch mit Feuchtflächen | Sebbeterode 50° 57′ 45,1″ N, 9° 5′ 11,8″ O               | (Fläche: 0,5615 ha)                                                   | Flächenhaftes ND | 634.620 |
| BW                            | Feuchtgebiet                     | Heimbach 50° 56′ 13,6″ N, 9° 0′ 31″ O                    | (Fläche: 0,8670 ha)                                                   | Flächenhaftes ND | 634.621 |

## Belege
1. ↑  Anlage: Tabelle 3 - Naturdenkmale im Schwalm-Eder-Kreis. (PDF; 7,45 MB) der 2. Verordnung zur Änderung der Verordnung zum Schutze der Naturdenkmale im Schwalm-Eder-Kreis vom 28. 04. 1986, zuletzt geändert durch Verordnung vom 8. Mai 2007. Der Kreisausschuss des Schwalm-Eder-Kreises, 17. Dezember 2008, S. 30, abgerufen am 7. Februar 2017.

- Karte mit allen Koordinaten:
- OSM |
- WikiMap